# Cabala pratica

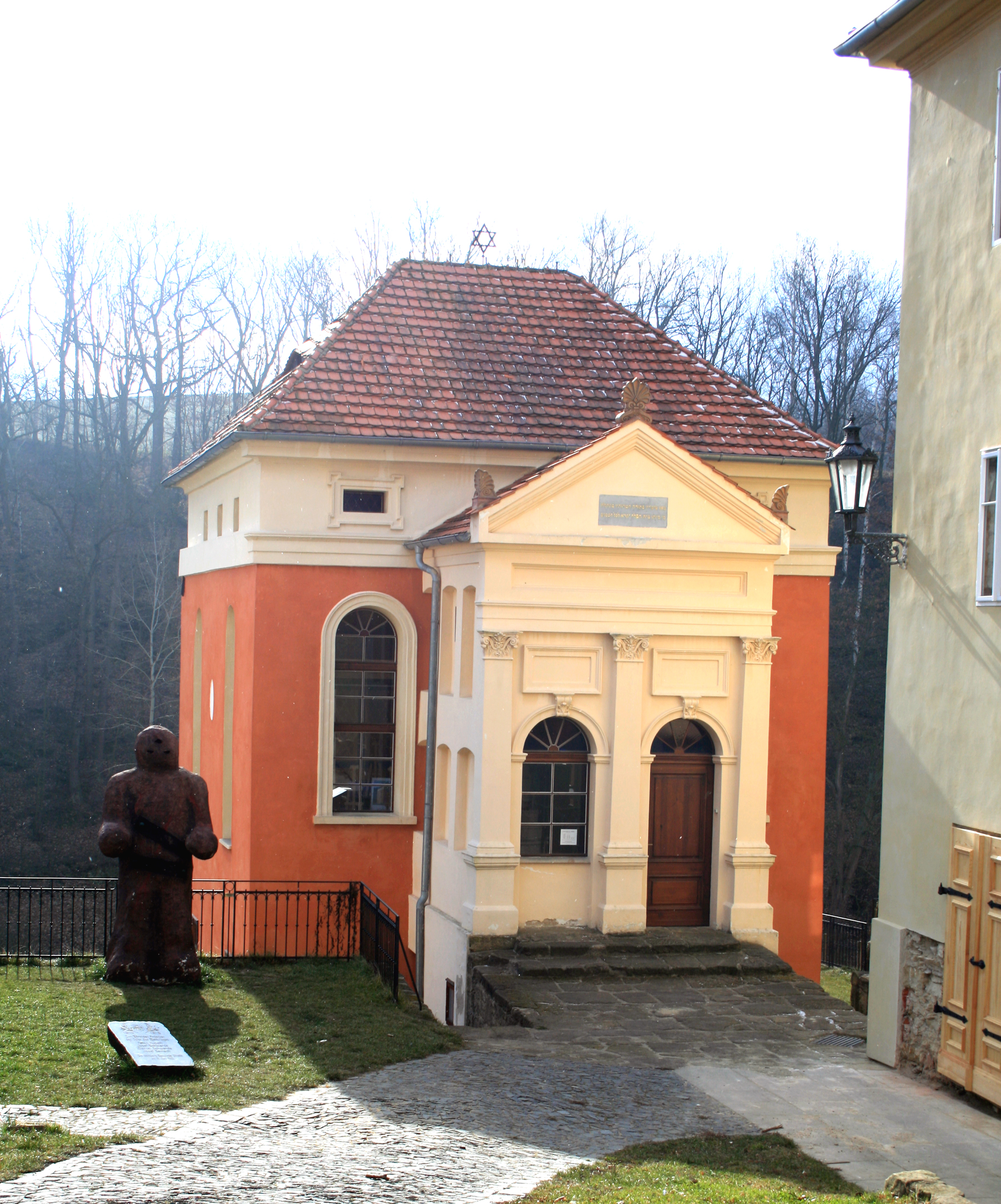
Sinagoga di Úštěk, ora museo ebraico con statua del golem di Praga

La Cabala pratica (in ebraico קבלה מעשית‎?, Qabbalah Ma'asit) nell'ebraismo rabbinico è una branca della tradizione mistica che tratta dell'uso della magia.
Era considerata lecita come magia bianca dai suoi praticanti, riservata all'élite, che poteva separare la sua fonte spirituale dai reami Qelipot del male se esercitata in santità e purezza. La preoccupazione di sconfinare nelle gravi proibizioni ebraiche di magia impura fece sì che rimanesse una tradizione minore nella storia ebraica. I suoi insegnamenti includono l'uso di nomi divini e angelici per amuleti e incantesimi. Kabbalah Ma'asit viene citata in testi storici, ma la maggioranza dei cabalisti insegnano che il suo uso è proibito.
La Cabala pratica si contrappone alla tradizione principale della Kabbalah Iyunit ("Cabala contemplativa"), che cerca di spiegare la natura di Dio e dell'esistenza mediante lo studio teosofico e le tecniche mentali.
Secondo lo storico Gershom Scholem, molti degli insegnamenti della Cabala pratica sono precedenti e indipendenti dalla Cabala teorica, che viene usualmente associata al termine:

## Storia

### Prime forme
All'interno del rabbinismo, la Halakhah (Legge ebraica) proibisce la divinazione e altre forme di predizione, e il Talmud elenca molte pratiche divinatorie persistenti ma condannate. La stessa frequenza con cui la divinazione è citata viene presa come indicazione che fu ampiamente praticata nella religione popolare dell'Antico Israele, e un numero limitato di forme di divinazione furono generalmente accettate da tutta la società israelita, la più comune essendo l'oniromanzia o divinazione da sogno. Altre pratiche magiche della religione popolare ebraica che divennero parte della Cabala pratica risalgono all'epoca talmudica e includono la preparazione di amuleti e altri "rimedi", usando i nomi esoterici degli angeli.

### Misticismo merkavah
Ai tempi talmudici e gaonici il misticismo rabbinico si concentrava sull'esegesi della visione di Ezechiele del Carro-Trono e l'introspettiva ascesa meditativa alle camere celesti. Questo misticismo pratico elitista, descritto nella letteratura esoterica heikhalot, incorporò e si fuse con elementi magici di incantesimi. Talmud e Midrash fanno riferimento a ciò con la frase "uso del Nome Divino" per l'ascesa teurgica pratica, come nella storia dei Ten Martiri (Midrash Eleh Ezkerah) che in cielo conversarono con gli angeli. Nella letteratura heikhalot, gli angeli che stanno a guardia di ciascun livello celeste sono vincolati meditativamente da formule e sigilli per permettere l'entrata in paradiso.

### Chassidei Ashkenaz medievali eSefer Yetzirah

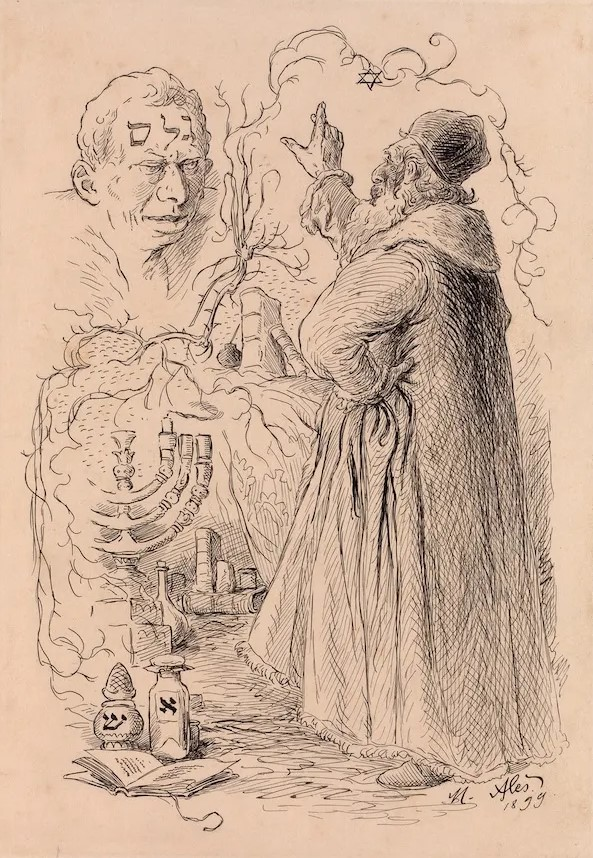
Il golem e il rabbino Jehuda Löw in un disegno di Mikoláš Aleš (1899)

Nel XIII secolo, un problema che incuriosì i Chassidei Ashkenaz (letteralmente "i Pii della Germania") fu la possibilità di creare la vita mediante pratiche magiche. Usarono la parola golem (letteralmente, "materia informe e senza vita") per fare riferimento ad un ipotetico omuncolo messo in vita da un'invocazione magica dei nomi divini. Questo interesse ha ispirato un intero ciclo di leggende che ruota intorno al golem e che sono continuate fino al XVIII secolo.
L'identificazione dell'antico libro Sefer Yetzirah in merito alla forza creativa delle lettere ebraiche come i mezzi per creare un golem derivava dall'interpretazione di due affermazioni del Talmud babilonese, contenute nel Trattato Sanhedrin. Un passo talmudico racconta che il Saggio Amora Abba ben Joseph bar Ḥama creò una persona; il secondo passo narra di due altri saggi che stavano studiando "le leggi della creazione" e crearono un "vitello triplo" che poi mangiarono durante una festa.

### Separazione medievale della cabala concettuale e pratica
La separazione degli elementi cabalistici mistici e magici, dividendola in teosofica speculativa (Qabbalah Iyyunit) con le sue tradizioni meditative e in quella pratica teurgica (Qabbalah Ma'asit), si era verificata all'inizio del XIV secolo. Molti cabalisti speculativi tradizionali disapprovavano l'attuazione della Cabala pratica, tra cui Abramo Abulafia, che la condannò vigorosamente. Mentre la grande maggioranza del coinvolgimento cabalistico storico, i suoi scritti e il suo sviluppo, concerne la Cabala teologica, gli scritti della Cabala pratica raramente furono pubblicati.
Una importante tradizione di Cabala pratica prosperò in Spagna durante la seconda metà del XV secolo, prima del decreto dell'Alhambra. Il testo principale della tradizione fu intitolato Sefer ha-Mashiv. I praticanti di questa tradizione sono stati descritti dal filologo Moshe Idel come "interessati alla demonologia e all'uso di incantesimi coercitivi per evocare demoni, angeli, e anche Dio", per poter affrettare l'arrivo dell'Era messianica. Il fallimento di Joseph Della Reina (1418–1472) e dei suoi studenti di realizzare tale arrivo messianico venne considerato un ammonimento ai successivi cabalisti sui pericoli di coinvolgersi nelle pratiche cabalistiche.

### Proibizione dei cabalisti di Safed
Nel XVI secolo Isaac Luria, che si oppose alla Kabbalah Ma'asit e proibì ai suoi studenti di scrivere amuleti e usare altre tecniche di Cabala pratica, sviluppò una forma di esorcismo che effettivamente trasferiva delle tecniche dalla Cabala pratica a quella speculativa. Mentre ciò portò allo spostamento da formule e riti magici ad esercizi contemplativi, le vecchie forme di Cabala pratica continuarono a esercitare una loro attrattiva. La posizione di Luria come insegnante centrale della Cabala moderna, fondamento del successivo Chassidismo, fornisce una forza autorevole alla sua proscrizione. Luria insegnò che, nelle nostre generazioni, senza il Tempio di Gerusalemme e senza le ceneri purificatrici della Giovenca rossa, perseguire il reame della Cabala pratica da parte di una persona di corpo impuro è molto dannoso.

### I primi Baalei Shem moderni e altri sviluppi
Il ruolo tradizionale del guaritore Baal Shem coinvolgeva metodi al limite tra la Cabala pratica e la Cabala meditativa, ad esempio facendo amuleti ed esercitando presupposte abilità psichiche. Tra i personaggi della prima età moderna si annoveranoo Elijah Ba'al Shem di Chełm (1550-1583) e il Baal Shem di Londra (1708-1782). Yisrael Baal Shem Tov iniziò la sua attività come un tradizionale Baal Shem, prima di fondare lo Chassidismo. Mentre la connessione del Maharal di Praga (1520-1609) con la creazione del Golem emerse solo in tempi successivi, la tradizione contemporanea registra anche Elia Baal Shem come creatore di un Golem. Le eresie mistiche sabbatiano di Sabbatai Zevi (1626-1676) e Jacob Frank (1726-1791) provocarono l'accusa contro di Jacob Emden contro Jonathan Eybeschutz nel 1750 di essere un sabbatiano segreto. Fu principalmente basata sull'interpretazione di alcuni amuleti preparati da Eybeschutz, in cui Emden vide allusioni sabbatiane. Il leader dell'Ebraismo Mitnagdico lituano, il cabalista Vilna Gaon (1720-1797), narra che in gioventù aveva tentato di fare un Golem, ma si era fermato quando percepì uno spirito di impurità nell'azione.

### Intercessione divina con lo Tzadik
Nello chassidismo, il rimpiazzo della Cabala pratica da parte delle tendenze concettuali e meditative ottenne molta più enfasi. Lo chassidismo interiorizzò la Cabala attraverso la psicologia del deveikut (adesione a Dio) e seguendo devotamente lo Tzadik (Rebbe chassidico). Nella dottrina chassidica, lo Tzadik (o Zaddiq) convoglia la divina bontà spirituale e fisica ai suoi seguaci alterando la Volontà di Dio (rivelandone una più profonda Volontà) attraverso il proprio deveikut e auto-annullamento. Dovber di Mezeritch si preoccupava di distinguere questa teoria della preghiera contemplativa dal processo magico. Ciò rese inutili i metodi esterni della Cabala pratica e furono anzi d'ostacolo, sebbene alcuni leader chassidici abbiano conservato l'uso di amuleti consentiti.

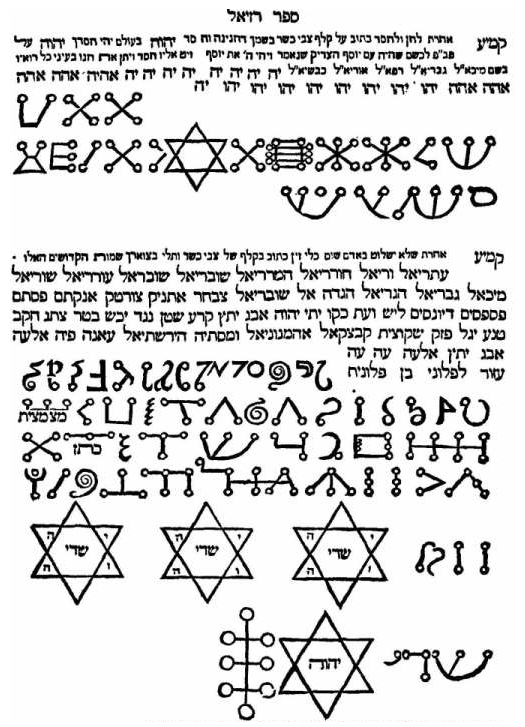
Una pagina del Sefer Raziel HaMalakh, che mostra vari sigilli magici (segulot)

Questo cambiamento si manifestò nella vita personale del fondatore dello chassidismo, Baal Shem Tov, nella sua transizione da Baal Shem a prototipo di leader chassidico. Mentre era un Baal Shem, usava amuleti. Dopo aver iniziato lo chassidismo, il Baal Shem Tov non scrisse mai i nomi di Dio, ma solo il suo nome sugli amuleti – Yisrael Ben Sara o Yisrael ben Eliezer – come suo amuleto finale. Una storia tradizionale racconta che, in una prima occasione, il Baal Shem Tov ricorse a nomi cabalistici pratici di Dio, per attraversare un fiume e salvarsi la vita. In seguito se ne pentì, per quanto li avesse usati in santità. Seppe cher il suo pentimento era stato accettato quando più tardi si trovò di nuovo in una situazione di pericolo simile. Questa volta non usò la Cabala pratica per compiere il miracolo, ma utilizzò la sua fede per ottenere lo stesso risultato. Il pensiero chassidico insegna che il misticismo interiorizzato permette all'anima di influenzare il mondo attraverso la sua connessione essenziale con Dio, piuttosto che mediante una tra le divine manifestazioni della Cabala.

## Metodi
Nonostante il divieto di divinazione del futuro, non vi è alcun divieto di capire e interpretare il passato, né di giungere ad una maggiore comprensione delle situazioni presenti e future attraverso l'ispirazione acquisita dalla Cabala (una distinzione sottile e spesso difficile da delineare). L'appello a poteri occulti al di fuori della divinità monoteista per scopo di divinazione è inaccettabile nell'Ebraismo, ma allo stesso tempo si ritiene che i giusti abbiano accesso a conoscenze occulte. Tale conoscenza può venire attraverso sogni e incubazione (che inducono a sogni di chiaroveggenza), metoscopia (lettura del volto, le sue linee sul e caratteristiche, o dell'aura che emana dal volto), ibburim (possessioni positive) e maggidim (rivelazioni da possessione spiritica), e/o vari metodi di profetare.
Midrash e Talmud sono colmi dell'uso dei Nomi di Dio e, per proibirli, di spiegazioni su incantesimi che si pretendeva avessero effetti soprannaturali o teurgici.
La maggior parte della letteratura rabbinica post-talmudica cerca di frenare l'uso di una o più di queste formule, definite Qabbalah Ma'asit ("Cabala pratica"). Ci sono vari argomenti in merito, uno dichiarato dal rabbino medievale Yaakov Ben Moshe Levi Moelin: afferma che la persona che utilizza una data formula potrebbe mancare della pratica necessaria e quindi il rituale sarebbe inefficace. Eppure, l'interesse per questi "riti di potenza" continuò in gran parte senza sosta fino a tempi recenti. Il Talmud menziona l'uso di incantesimi per la guarigione e una vasta gamma di cure magiche furono sanzionate dai rabbini. Fu stabilito che qualsiasi pratica che effettivamente produceva una cura non fosse da considerarsi superstiziosa e vi è poi stata una diffusa pratica di amuleti medicinali, permessi se "accompagnati" dalla preghiera ebraica a Dio, e "rimedi popolari" (segullot) nella società ebraica da tanto tempo e in tutta la diaspora.